# Tillandsia butzii
Tillandsia butzii Mez, 1935 è una pianta della famiglia delle Bromeliaceae.

## Distribuzione e habitat
L'areale di questa specie si estende in Messico, Guatemala, Honduras, Nicaragua, Costa Rica, El Salvador, Panama..